# Javier Godino
Javier Godino (Madrid,1 de març de 1978) és un actor i cantant espanyol.

## Carrera
Es va formar com a actor a l'Estudi d'Interpretació de Juan Carlos Corazza. Ha treballat en Cinema espanyol i Internacional i en Teatre, de text i musical, alternant amb papers per a Televisió. Ha escrit i dirigit espectacles (La piedra de la paciencia, Paquita & Luciano, entre otros)
En 2009 va tenir un paper important en la pel·lícula argentina guanyadora de l'Oscar 2010 El secreto de sus ojos, de Juan José Campanella, que Godino coprotagonitzà amb Ricardo Darín i Soledad Villamil.
També va ser molt valorada la creació del seu personatge Colate a Hoy no me puedo levantar, estrenada amb molt d'èxit a l'abril de 2005. Va formar part de l'elenc de l'obra durant les tres primeres temporades. Per aquestes dues creacions, ha estat nominat als Premis de la Unión de Actores d'Espanya. I per El secreto de sus ojos als Premis Sur de l'Acadèmia de Cinema argentina.
Com a cantant es va destacar com a solista. Amb Nacho Cano va gravar temes com Perdido en mi habitación, Hoy no me puedo levantar, Barco a Venus, o No es serio este cementerio en el disc del musical Hoy no me puedo levantar, també el medley del grup Mecano, que es va gravar per a un anunci de Coca-cola light i tres temes del disc de Nacho Cano, A; Sin alma yo no hablo, El segundo grupo o Tu deber es volver.
També ha gravat amb Antonio Carmona El tango de los amantes i amb la cantant argentina Graciela Giordano Les feuilles mortes i Nostalgias. En 2013 crea el seu grup de música al costat d'Asier Acebo, The Wyest.
Va treballar en la producció de Hollywood Deception al costat de Hugh Jackman i Ewan McGregor (2008).
En 2011 va estrenar la pel·lícula Los muertos no se tocan, nene de José Luis García Sánchez basada en una novel·la de Rafael Azcona i també La voz dormida de Benito Zambrano.
En 2012 la coproducció hispano-argentina, Todos tenemos un plan d'Ana Piterbarg, filmada al Delta del Paraná al costat de Viggo Mortensen, Daniel Fanego, Sofía Gala i Soledad Villamil. I Los días no vividos d'Alfonso Cortés-Cavanillas al costat d'Ingrid Rubio, Ruth Díaz o Asier Etxeandía.
En 2013 actua al telefilm Prim, l'assassinat del carrer del Turco a les ordres de Miguel Bardem, interpretant a Benito Pérez Galdós.
En 2015 estrena "Pasaje de Vida", una pel·lícula hispano argentina amb Miguel Ángel Solá com el seu pare i Silvia Abascal. En 2016 estrena Al final del Túnel de Rodrigo Grande amb Leonardo Sbaraglia i Clara Lago. També va treballar en la coproducció mexicano-espanyola L'escollit amb Alfonso Herrera, Elvira Mínguez, Julian Sands i Hannah Murray sobre l'assassinat de Trotsky i en la pel·lícula mexicana Mis demonios nunca juraron soledad de Jorge Leyva.
En febrer de 2016 va estrenar l'obra de David Mamet Muñeca de Porcelana, al costat de José Sacristán.

## Trajectòria com a actor

### Cinema
- 2017: Mis demonios nunca juraron soledad de Jorge Leyva
- 2016: L'escollit (El elegido), d'Antonio Chavarrías
- 2016: Al final del túnel, de Rodrigo Grande.
- 2016: Ignacio the movie, de Paolo Dy.
- 2015: Pasaje de vida, de Diego Corsini, com Mario, fill de Miguel.
- 2012: Los días no vividos, de Alfonso Cortés Cavanillas Lacaña Brothers.
- 2011: Todos tenemos un plan, d'Ana Piterbarg.
- 2011: La voz dormida, de Benito Zambrano.
- 2011: Los muertos no se tocan, nene, de José Luis García Sánchez.
- 2010: Genio y figura (curtmetratge), de Hatem Khraiche, com el soldat Feijóo.
- 2009: El secreto de sus ojos, de Juan José Campanella, com el paleta Isidoro Néstor Gómez.
- 2008: Deception, de Marcel Langenegger, com gerent d'un banc.
- 2007: Café solo o con ellas, de Álvaro Díaz Lorenzo, com Dani.
- 2004: Tus labios, d'Isabel de Ocampo, com Gus.
- 2000: Besos para todos, de Jaime Chávarri

### Televisió
- 2019: Hospital Valle Norte, com Fernando (TVE).
- 2016: La sonata del silencio, d'Iñaki Peñafiel. (TVE)
- 2015-2016: Víctor Ros, com De la Rubia (TVE)
- 2014: Prim, l'assassinat del carrer del Turco (Prim, el asesinato de la calle del Turco), telefilm de Miguel Bardem. com Benito Pérez Galdós (TVE).
- 2014: Hermanos (Telecinco) como José Luis.
- 2014: Cuéntame un cuento: Caperucita Roja (Antena 3) como Antonio.
- 2013-2014: Borgia (Canal +) com Donigi di Naldo
- 2002, 2008: Hospital Central (Telecinco) com Paco / Ricardo.
- 2000, 2006: El comisario (Telecinco).

### Teatre
- Muñeca de porcelana, dirigida per Juan Carlos Rubio.
- El loco de los balcones, dirigida per Gustavo Tambascio.
- Más de cien mentiras, dirigida per David Serrano.
- Comedia y sueño, dirigida per Juan Carlos Corazza.
- 40 El Musical, dirigida per Miquel Fernández.
- A, el musical de Nacho Cano, dirigida per Nacho Cano.
- El sueño de una noche de verano, dirigida per Tamzin Townsend.
- Hoy no me puedo levantar, dirigida per Nacho Cano; nominat com a millor actor per la Unió d'Actors.
- Madrid, dirigida per Ángel Gutiérrez.
- Cabaré Borges, dirigida per Juan Carlos Corazza.
- Ausencias, dirigida per Rosa Morales.

## Discografia
- Hoy no me puedo levantar (solista), música de Nacho Cano i José María Cano. Sony BMG.
- Sueño de una noche de verano (solista), de Beltrán Cavero i Antonio Carmona. Lazona.
- La mujer de la noche larga, dúo amb Graciela Giordano.
- A, un musical de Nacho Cano, solista amb Antonio Vega, Marina Heredia, Ondina i Rosario.
- The Wyest, Música d'Asier Acebo. Disponible a Spotify, iTunes, Google play. (Autoproduït)

## Premios y nominaciones
- 2005: nominació com millor actor protagonista als Premis de la Unión de Actores 2005 per Hoy no me puedo levantar.
- 2007: nominació als Premis Gran Vía del TeatrreMusical por Hoy no me puedo levantar.
- 2009: nominació als Premis Sur de l'Academia de las Artes y Ciencias Cinematográficas de la Argentina com a millor actor revelació per El secreto de sus ojos.
- 2010: nominació com millor actor revelació als Premis de la Unión de Actores 2010 per El secreto de sus ojos.
- 2013: Premi al millor actor en el festival de Terror de Molins de Rei i al festival Cineculpable de Vila-real pel curtmetratge De noche y de pronto.
- 2014: Premi al millor actor en el festival de Curtmetratges Villa de Errenteria pel curtmetratge Te escucho.